# Oksana Bajoel
Oksana Sergijivna Bajoel (Oekraïens: Оксана Сергіївна Баюл) (Dnipro, 16 november 1977) is een Oekraïens voormalig professioneel kunstschaatsster en olympisch kampioene. Ze won bij het kunstrijden op de Olympische Winterspelen 1994 de gouden medaille voor de vrouwen.

## Biografie
Bajoel werd geboren in Dnepropetrovsk, zoals Dnipro toen heette. Toen ze twee jaar oud was, scheidden haar ouders, waarna ze door haar moeder werd opgevoed. Toen Bajoel dertien was, stierf haar moeder aan ovariumcarcinoom. Kort daarvoor was ook haar grootvader overleden, waardoor ze geen familie had die zich over haar kon ontfermen. Haar schaatscoach nam haar een tijdje onder zijn hoede. Toen hij naar Canada emigreerde, nam Galina Zmievskaja (een bekende kunstschaatscoach) haar in huis. Ze deelde een klein appartement met Zmievskaja en een van haar dochters.
Zmievskaja's leerling en schoonzoon, olympisch kampioen Viktor Petrenko, hielp Bajoel met haar schaatstrainingen, en betaalde ook voor haar de kosten hiervan.
In 1993, het eerste jaar dat ze aan wedstrijden voor senioren mee mocht doen, won Bajoel de wereldkampioenschappen kunstschaatsen. In 1994 won ze een gouden medaille op de Olympische Winterspelen 1994. Ze versloeg in de finale de Amerikaanse Nancy Kerrigan. Even leek het erop dat ze niet mee kon doen omdat ze haar been bezeerde bij een botsing met de Duitse kunstschaatser Tanja Szewczenko tijdens een warming up. Ze kreeg echter twee door het Olympisch comité toegestane injecties met een pijnstiller en kon zo toch meedoen.
Na de spelen regelde Bajoels coach, Zmievskaja, een contract voor haar om door de Verenigde Staten te gaan toeren. Ze kreeg echter al snel last van lichamelijke klachten die haar in het kunstschaatsen belemmerden. In de zomer van 1994 moest ze een artroscopische knieoperatie ondergaan. Haar dokters adviseerden haar nadien om twee maanden niet meer te schaatsen. Vanwege het contract negeerde Bajoel dit advies, en stond twee weken later alweer op de schaats. Het was echter duidelijk dat professioneel kunstschaatsen er voor haar niet meer in zat, dus ging ze met pensioen.
Na haar pensioen bleef Bajoel zich wel op andere gebieden bezighouden met kunstschaatsen. Zo kreeg ze in 1994 een uitnodiging om te schaatsen in het nieuwgebouwde internationale schaatscentrum van Connecticut. Ze verhuisde met haar hele surrogaatfamilie naar de Verenigde Staten om een nieuw leven op te bouwen. Af en toe deed Bajoel nog wel professioneel schaatswerk, zoals een optreden in Broadway on Ice.
In december 2006 schaatste Bajoel op de ijsbaan op het Rode Plein samen met andere beroemde schaatsers uit Rusland, China en Frankrijk. In 2007 werkte ze samen met balletdanser Saule Rachmedova aan het Ice Theatre of New York.
Bajoel heeft een rol in de schaatsmusical Cold as Ice, geproduceerd door voormalig schaatser Frank D'Agostino.

## Belangrijke overwinningen
| Evenement/Seizoen                        | 1992 | 1993 | 1994 |
| Olympische Winterspelen                  | -    | -    | 1e   |
| Wereldkampioenschappen kunstschaatsen    | -    | 1e   | -    |
| Europese Kampioenschappen kunstschaatsen | -    | 2e   | 2e   |
| Oekraïens Kampioenschap kunstschaatsen   | -    | 1e   | -    |
| Skate America                            | -    | 1e   | -    |
| Bofrost Cup on Ice                       | 4e   | 2e   | -    |